# Antonio Maria Mucciolo
Antônio Maria Mucciolo, (1er mai 1923 à Castel San Lorenzo en Italie - 29 septembre 2012  à São Paulo) est un prélat italo-brésilien de l'Église catholique.

## Biographie
Antônio Maria Mucciolo est né en Italie et est  ordonné prêtre en 1949. Il est nommé évêque du diocèse de Barretos en 1977 et est ordonné évêque le 15 août 1977. Il est ensuite nommé archevêque de l'archidiocèse de Botucatu en 1989, où il sert jusqu'à sa retraite en 2000.

## Sources
- (en) Cet article est partiellement ou en totalité issu de l’article de Wikipédia en anglais intitulé « Antônio Maria Mucciolo » (voir la liste des auteurs).